# Peter Larkins
Peter Larkins, född 22 juni 1954, är en australisk friidrottare. Han deltog vid olympiska sommarspelen 1976.